# Walchia
Walchia Es una conífera de fósil, genus estilociprés encontrado en superior Pennsylvanian (Carboniferous) y más bajo Pérmico (aproximadamente 310-290 Mya) rocas de Europa y América del Norte. Un bosque de en-situ Walchia troncos está localizado en la costa Northumberland Strait en Brule, Nova Scotia.
Además el Walchia bosque, troncos de árbol caído, e impresiones de hojas, el bosque, la capa rica en fósiles contiene numerosa, de cuatro pie, tetrapod huellas fosilies.
W. hypnoides: Del schists de Lodeve; también pizarras de cobre del Zechstein en Mansfeld.

## Huellas de Monuran
En la misma periodo de 290 mya, otra especie hacía fósil huellas, ahora preservado en Nuevo México; hojas de Walchia están encontrados en las mismas capas de fósil. Huellas de Monuran estuvieron hecho por insectos del Pérmico sin alas llamaron monurans, (significado "un-cola"); los insectos tenían el medio de locomoción de saltar, y más tarde andando.

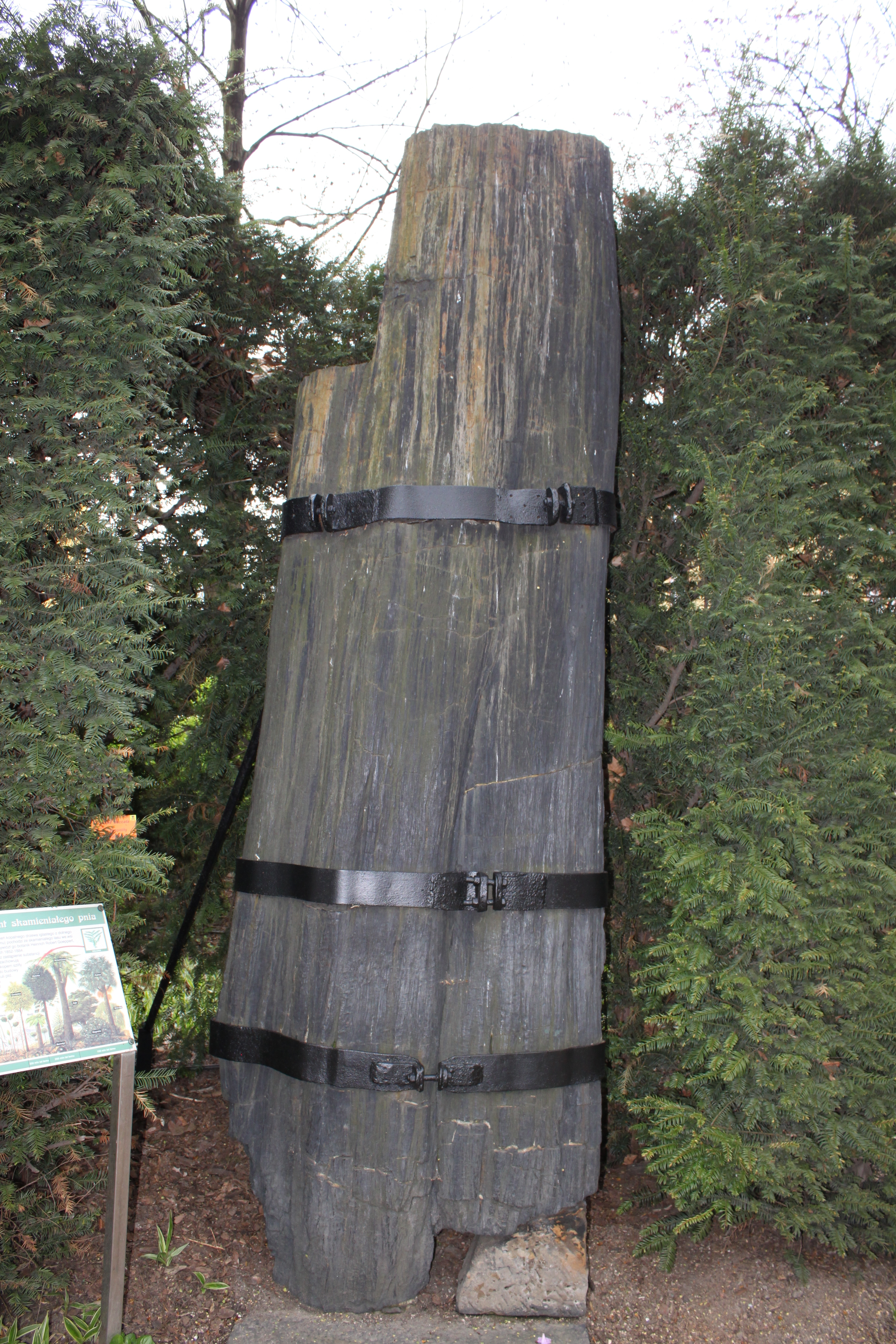
Walchia Tronco

Estas capas de 290 mya contienen huellas del grandes Dimetrodon, grandes/pequeños marcas de impacto de gotas de llueve, y también este huellas fósiles de insectos.